# Тондув-Дольни
Тондув-Дольни (пол. Tądów Dolny) — село в Польщі, у гміні Варта Серадзького повіту Лодзинського воєводства.
У 1975-1998 роках село належало до Серадзького воєводства.